# مفصل خنجری‌جناغی
مفصل خنجری‌جناغی (انگلیسی: Xiphisternal joint) یا هم‌جوش غضروفی خنجری‌جناغی (Synchondrosis) ناحیه‌ای است در نزدیکی انتهای پایینی جناغ. در این محل تنهٔ جناغ و زائده خنجری به هم می‌رسند.
مفصل خنجری‌جناغی به صورت یک ستیغ عرضی کوچک در راس زاویه زیرجناغی (Infrasternal Angle) در قسمت لبه پایینی جناغ لمس می‌شود و هم‌سطح نهمین مهره سینه‌ای (T9) قرار می‌گیرد.
چنانچه از زاویه جناغی دست را به سمت پایین بکشید ۱۰–۸ سانتی‌متر پایین‌تر از زاویه بالایی به یک لبه عرضی کوچک در راس زاویه زیرجناغی (Subcostal) می‌رسید که مفصل خنجری‌جناغی است. این مفصل در مقابل کنار بالایی دهمین مهره سینه‌ای (T9) قرار دارد.
مفصل خنجری‌جناغی از نظر ساختار در دسته هم‌جوش‌های غضروفی قرار می‌گیرد و از نظر کارکرد جزو مفصل‌های غیرمتحرک است. مفصل خنجری‌جناغی در انسان تا میان‌سالی حالت خود را حفظ می‌کند اما معمولاً بعد از آن استخوانی می‌شود و حالت پیوسته‌استخوانی (سینوستوز) پیدا می‌کند.